# Шамар Палчен Чьокий Дьондруб
Шамар Палчен Чьокий Дьондруб (1695 – 1732) е осмото поред прераждане от линията на Шамарпите – ламите регенти на линията Карма Кагю на Тибетскя Будизъм. Роден е в Илмо в Непал и на изпратените от Кармапа монаси са били необходими няколко години, за да убедят непалския крал да им позволи да отведат в Тибет необикновеното дете.
Осмият Шамар Ринпоче има кратък живот, точно толкова колкото да приеме линията от единадесетия Кармапа Йеше Дордже и да предаде приемствеността на Дванадесетия Кармапа Джангчуб Дордже. Също така той разпознава и интронизира Осмия Тай Ситу Ринпоче.